# Longford Town
Der Longford Town Football Club ist ein 1924 gegründeter irischer Fußballverein aus der Stadt Longford. Longford Town spielte die ersten 60 Jahre nach der Gründung in niedrigen Spielklassen, ist aber seit 1984 ununterbrochen Mitglied der League of Ireland, seit dem Abstieg 2021 spielt man in der 2. Liga, der First Division.

## Geschichte
Als der Verein 1924 gegründet wurde, bat man die Bohemians aus Dublin um Erlaubnis, deren Farben zu den Vereinsfarben machen zu dürfen, diese blieben es bis heute. Die erste Zeit spielte der Verein in unteren Spielklassen, konnte aber bereits 1931 der Leinster Junior Cup gewinnen und 1935 in die Leinster Senior League, der spielstärksten Liga des irischen Freistaats unterhalb der League of Ireland aufsteigen. 1937 und 1954 konnte jeweils das Halbfinale des irischen Pokals erreicht werden. Daneben war der Verein viermal im Intermediate Cup, dem Pokal für Clubs aus den Ligen unterhalb der League of Ireland, gewinnen. Aber es dauerte bis 1984 bis Longford Town in die League of Ireland aufgenommen wurde. Nach der ersten Saison folgte die Eingruppierung in die neu geschaffene niedrige Staffel der Liga, der First Division, in der der Club lange Zeit zweitklassig spielte. 2000 gelang endlich der Aufstieg in die höchste irische Spielklasse der Premier Division. 2001 qualifizierte sich der Club erstmals für das Finale des irischen Pokals, verlor aber gegen die Bohemians mit 0:1; doch schon im übernächsten Jahr stand man wieder im Finale; diesmal nicht nur in dem des Pokals, sondern außerdem auch in dem des Ligapokals. Während das Endspiel des Ligapokals verloren ging, gewann der Club durch einen 2:0-Sieg gegen St Patrick’s Athletic mit dem irischen Pokal 2003 erstmals in der Vereinsgeschichte einen nationalen Titel. 2004 konnte dieser gegen Waterford United durch ein 2:1 verteidigt werden, zudem gelang in diesem Jahr der Sieg im Ligapokal.
Durch die drei Pokalendspielteilnahmen qualifizierte sich Longford Town jeweils für die Qualifikationsrunde für den UEFA-Cup, der Club scheiterte aber stets in der ersten Runde; 2001/02 gegen Litex Lovech aus Bulgarien, 2004/05 gegen den FC Vaduz aus Liechtenstein und 2005/06 gegen Carmarthen Town aus Wales, wobei jedoch gegen Carmarthen am 14. Juli 2005 der erste Sieg in einem europäischen Wettbewerb gelang.

## Erfolge
- Irischer Pokalsieger (2)
  - 2003, 2004
- Irischer Ligapokalsieger (1)
  - 2004

## Europapokalbilanz
| Saison  | Wettbewerb | Runde                  | Gegner          | Gesamt | Hin     | Rück    |
| ------- | ---------- | ---------------------- | --------------- | ------ | ------- | ------- |
| 2001/02 | UEFA-Pokal | Qualifikation          | Litex Lowetsch  | 1:3    | 1:1 (H) | 0:2 (A) |
| 2004/05 | UEFA-Pokal | 1. Qualifikationsrunde | FC Vaduz        | 2:4    | 0:1 (A) | 2:3 (H) |
| 2005/06 | UEFA-Pokal | Qualifikation          | Carmarthen Town | 3:5    | 2:0 (H) | 1:5 (A) |

Gesamtbilanz: 6 Spiele, 1 Sieg, 1 Unentschieden, 4 Niederlagen, 6:12 Tore (Tordifferenz −6)